# 朝日村 (新潟県)

岩船地域における平成の大合併。当町は村上中心部に対し北東に位置した。

朝日村（あさひむら）は、かつて新潟県の北部に存在した村。
2008年4月1日に村上市、荒川町、神林村、山北町と合併し、村上市となった。平成17年国勢調査によると旧・村上市への通勤率は33.8%。
合併以前は、日本の村では奈良県十津川村に次いで2番目に大きい面積を持っていた。
かつて北隣に山形県朝日村（現鶴岡市）が存在し、県境を挟みながらも同名の村が隣接する珍しいケースだった。

## 地理
村域の大半を山林が占め、平坦地は南西部の三面川流域に広がる。
- 山：西朝日岳、以東岳、鷲ヶ巣山、新保岳
- 河川：三面川、高根川
- 湖沼：三面ダム、奥三面ダム、猿田ダム
- 滝：鈴ヶ滝、布曳滝、銚子滝、見返り滝

### 隣接していた自治体
- 新潟県
  - 村上市
  - 岩船郡山北町
- 山形県
  - 鶴岡市
  - 西村山郡西川町
  - 西置賜郡小国町

## 歴史
- 1889年4月1日 - 町村制施行に伴い、岩船郡 館腰村、長津村、新屋村、布部村、高根村、岩沢村、猿沢村、鵜渡路村、塩野町村、大須戸村が成立。
- 1901年11月1日
  - 館腰村、長津村が合併し、館腰村となる。
  - 新屋村、布部村が合併し、三面村となる。
  - 高根村、岩沢村が合併し、高根村となる。
  - 猿沢村、鵜渡路村が合併し、猿沢村となる。
  - 塩野町村、大須戸村が合併し、塩野町村となる。
- 1954年10月1日 - 舘腰村、三面村、高根村、猿沢村、塩野町村が合併し、朝日村となる。
- 2008年4月1日 - 村上市、荒川町、神林村、山北町と合併し、新たに村上市となった。

## 行政
- 村長：鈴木源左衛門（2001年2月26日から）

## 経済

### 産業
- 主な産業：農林業

林業が盛んであり、1971年（昭和46年）には県の林業試験場（後に森林研究所に改称）が村上市から移転して村内の鵜渡路で業務を開始した。
かつては鳴海金山や、鉛などを産出していた葡萄鉱山（昭和30年代に閉山）があった。
2005年（平成17年）にどぶろく特区に指定された高根集落では、どぶろくの生産が始まった。同集落では、廃校を活用した食堂の開設など、集落活性化の取り組みが行われている（詳細は高根 (村上市)を参照）。

## 姉妹都市・提携都市
- 清瀬市（東京都）

## 教育
- 朝日中学校
- 猿沢小学校（合併後の2019年に塩野町小と統合し「朝日さくら小学校」となる[5]）
- 小川小学校
- 塩野町小学校（合併後の2019年に猿沢小学校と統合し「朝日さくら小学校」となる[5]）
- 朝日みどり小学校
- 三面小学校（合併後の2019年に小川小へ統合[5]）

## 交通

### 鉄道
村内に鉄道路線なし。最寄り駅は、JR東日本羽越本線村上駅。

### 道路
（2008年3月1日時点）
- 高速道路 
  - なし

※村上市との合併後に日本海東北自動車道が開通し、朝日三面IC・朝日まほろばICが設けられている。
- 国道
  - 国道7号
  - 道の駅朝日
- 主な道路
  - 新潟県道6号山北朝日線
  - 新潟県道349号鶴岡村上線（朝日スーパーライン）

## 観光・文化
「みどりの里」や葡萄スキー場など、村営の施設を中心とする観光開発が行われていた。
- 朝日みどりの里（道の駅朝日）
  - 1986年にオープンし順次拡張が進められた国道7号沿いの観光拠点。
- 大須戸能
  - 県指定の無形文化財。山形県の黒川能の流れを汲む[7]。定期演能4月3日・8月中旬(特設舞台にて薪能)
  - ※毎年海外公演も行っている（平成16年はドイツ）
- 二子島キャンプ場
  - 新潟県朝日村と山形県鶴岡市（旧朝日村）を結ぶ朝日スーパーライン沿い
  - 県内最大級の水力発電所三面発電所の貯水池に二つの島が浮かぶ。
  - ダム完成前は山の山頂であり、中腹に神社有り。
  - イワナ・ニジマス・コイなどの魚釣りや甲虫・蝶などの昆虫採集に極めて適しており、ボーイスカウトなどが利用する。
  - 売店・トイレ等完備
- 猿田川野営場
  - 同上のスーパーラインを山形県に向かい進み県境一歩手前にある。
  - ブナの原生林や天然魚の住む渓谷に囲まれた、キャンプ場。
- 鳴海金山(鳴海ゴールドパーク)
  - 同上スーパーライン脇に位置する金山跡。
  - 越後黄金山として佐渡金山より産金量が多かったと言われている。
  - スーパーラインの開通を機に、1990年度から観光整備が進められた[8]。季節限定で一般に大切坑と黄金坑（大千畳坑）を公開している。残雪・土砂崩れ等により臨時閉園する事もある。
  - 砂金採集体験も安価にて可能。
- 三面川
  - 朝日村から村上市をとおり日本海に注ぐ2級河川。
  - 朝日連峰を源流とし、途中3箇所の大規模ダムを越え、豊富な水量で下流域の生活用水となる。
  - 釣りの名所であり、近年[いつ?]、新潟県内の河川では初めてサクラマスの竿釣りが解禁となった。
- 塩野町陣屋跡
- 奥三面ダム
  - マタギの里と呼ばれていた三面集落に関する資料が「縄文の里朝日」に展示されている。
- ぶどうスキー場